# Gino Cappelletti
Gino Cappelletti (Keewatin, 26 marzo 1934 – 12 maggio 2022) è stato un giocatore di football americano statunitense che ha giocato nel ruolo di wide receiver e placekicker nella Ontario Rugby Football Union e con i Boston Patriots della American Football League (AFL).

## Carriera
Dopo non essere stato scelto nel Draft NFL ed avere giocato nella Ontario Rugby Football Union, Cappelletti giunse nella American Football League, nella sua stagione di debutto, tra le file dei Boston Patriots, dove fece coppia col quarterback Babe Parilli formando un duo soprannominato "Grand Opera." Fu premiato come miglior giocatore della lega nel 1964, guidandola cinque volte in punti segnati e venendo convocato per cinque All-Star Game. Fu uno dei venti giocatori ad avere militato nella AFL in tutti i suoi dieci anni di esistenza e uno dei soli tre ad avere disputo tutte le partite, ritirandosi come primatista di tutti i tempi della lega per punti segnati, 1.130, e tra i primi dieci in yard ricevute e ricezioni. Cappelletti detiene due delle migliori cinque prestazioni in termini di punti segnati in una stagione nella storia del football, con 155 nel 1964 e 147 nel 1961. Il suo record di franchigia resistette fino a quando Adam Vinatieri lo superò il 5 dicembre 2005. Le sue prestazioni gli valsero i soprannomi di "The Duke" e "Mr. Patriot".

## Palmarès
- MVP della AFL: 1

1964
- AFL All-Star: 5

1961, 1963, 1964, 1965, 1966
- CFL All-Star: 1

1958
- Formazione ideale del 50º anniversario dei Patriots
- Numero 20 ritirato dai New England Patriots

## Statistiche
AFL+NFL
| Ricezioni     | 292   |
| Yard ricevute | 4.589 |
| Touchdown     | 42    |